# Großes Fieberhorn
Großes Fieberhorn är en bergstopp i Österrike.   Den ligger i distriktet Sankt Johann im Pongau och förbundslandet Salzburg, i den centrala delen av landet, 250 km väster om huvudstaden Wien. Toppen på Großes Fieberhorn är 2 276 meter över havet. Großes Fieberhorn ingår i Tennengebirge.
Terrängen runt Großes Fieberhorn är bergig åt nordväst, men åt sydost är den kuperad. Närmaste större samhälle är Sankt Johann im Pongau, 16,8 km söder om Großes Fieberhorn. 
I omgivningarna runt Großes Fieberhorn växer i huvudsak blandskog. Runt Großes Fieberhorn är det ganska glesbefolkat, med 45 invånare per kvadratkilometer.